# Ozyptila westringi
Ozyptila westringi es una especie de araña cangrejo del género Ozyptila, familia Thomisidae.

## Distribución
Esta especie se encuentra en Suecia, Países Bajos y Alemania.